# Rosalind Franklin (rover)
Rosalind Franklin, este un rover preconizat pentru explorarea planetei Marte, care face parte din programul internațional ExoMars derulat de Agenția Spațială Europeană și Roscosmos. Misiunea era programată să fie lansată în iulie 2020, însă a fost amânată până în 2022. Invazia rusă a Ucrainei din 2022 a determinat suspendarea programului până cel puțin în 2024, întrucât statele membre ale ESA au votat suspendarea misiunii comune cu Rusia.
Planul prevede un vehicul de lansare rusesc, un model de transportator ESA și un lander rus numit Kazachok, care va ateriza roverul pe suprafața lui Marte. Odată ce a aterizat în siguranță, roverul alimentat cu energie solară va începe o misiune de șapte luni (218 soli) pentru a căuta pe Marte urmele existenței vieții din trecut. Trace Gas Orbiter (TGO), lansat în 2016, va funcționa ca satelit de date-releu pentru Rosalind Franklin și lander.
Roverul este numit după biofiziciana britanică Rosalind Franklin, cu contribuții importante la înțelegerea structurilor fine moleculare ale ADN-ului.

## Instrumente științifice
Roverul va căuta două tipuri de semnături ale vieții subterane: morfologice și chimice. Nu va analiza probele atmosferice, și nu are o stație meteorologică dedicată, deși platforma de aterizare Kazachok este echipată cu o stație meteorologică. Sarcina utilă științifică de 26 kg  cuprinde următoarele instrumente de analiză și cercetare:
- PanCam (Panoramic Camera). Sistem de cameră panoramică PanCam a fost conceput pentru a efectua cartografierea digitală a terenului pentru rover și pentru a căuta semnături morfologice ale activității biologice din trecut conservate pe textura rocilor de suprafață.[14] Este un set de două camere cu unghi larg pentru imagini panoramice stereoscopice multi-spectrale și o cameră de înaltă rezoluție pentru imagistica color.[15][16] PanCam va sprijini, de asemenea, măsurătorile științifice ale altor instrumente, realizând imagini de înaltă rezoluție ale locurilor dificil de accesat, cum ar fi craterele sau pereții de stâncă, și sprijinind selecția celor mai bune locuri pentru a efectua studii de exobiologie.
- ISEM (Infrared Spectrometer for ExoMars). Spectrometru cu infraroșu pentru ExoMars (ISEM)[17][18] va căuta biosemnături și biomarkeri pe Marte. ISEM va oferi o evaluare contextuală a mineralogiei de suprafață în vecinătatea roverului Rosalind Franklin pentru selectarea potențialelor ținte astrobiologice. Spectometrul este dezvoltat de Institutul Rus de Cercetare Spațială.[17][18] Va fi primul caz de observații cu spectroscopie în infraroșu apropiat (NIR) efectuate pe suprafața lui Marte.[12] Lucrând cu PanCam (o cameră panoramică de înaltă rezoluție), ISEM va ajuta la selectarea potențialelor ținte, în special a mineralelor care conțin apă, pentru investigații în prim plan și locuri de foraj.[12]
Instrumentul a fost conceput pentru a detecta în mod specific carbonați, oxalați, borați, nitrați, mineralele purtătoare de NH4, care sunt buni indicatori ai condițiilor de locuit din trecut, cum ar fi mineralele apoase. De asemenea, este conceput pentru a detecta compuși organici, inclusiv hidrocarburi policiclice aromatice și cei care conțin molecule C-H alifatice.[12]
- WISDOM (Water Ice Subsurface Deposits Observation on Mars) ete un radar care funcționează în intervalul de frecvență de la 0,5 la 3 GHz și pătrunde în sol.[19][20] Va oferi imagini 3D de înaltă rezoluție până la o adâncime de 3 metri.[21] Poate transmite și primi semnale folosind două antene Vivaldi montate pe secțiunea din spate a rover-ului.
- Adron-RM (Autonomous Detector of Radiation of Neutrons Onboard Rover at Mars) utilizează o sursă de neutroni și un detector pentru măsurarea hidrogenului sau a apei și gheții la sau în apropierea suprafeței marțiene.[18] [22][23] Acesta va fi utilizat în combinație cu instrumentul WISDOM (un radar care pătrunde în sol) pentru a studia suprafața de sub rover și pentru a căuta locuri optime pentru foraj și colectarea probelor.[24] Instrumentul este aproape o reproducere a instrumentului DAN de la bordul roverului Curiosity al NASA dezvoltat în Rusia.[25][26]

- CLUPI (Close-Up Imager) este un sistem de camere miniaturizate dezvoltat de un consorțiu elvețiano-francez conceput pentru imagini de înaltă rezoluție în prim plan pentru culoarea texturii, structurii și morfologiei rocilor și solului, aflorimentului, a probelor făcute de burghiul roverului.[27] precum și căutarea potențialelor structuri și modele de biosemnături.[28] CLUPI are focalizare variabilă și poate obține imagini de înaltă rezoluție la distanțe mai mari.[3][17]
- Ma_MISS (Mars Multispectral Imager for Subsurface Studies) este un spectrometru de imagistică miniaturizat situat în interiorul burghiului.[29] Ma_MISS va observa peretele lateral al forajului creat de burghiu pentru a studia stratigrafia subterană, pentru a înțelege distribuția și starea mineralelor legate de apă și pentru a caracteriza mediul geofizic. Compoziția regolitului și a rocilor oferă informații importante despre evoluția geologică a scoarței de la suprafață, evoluția atmosferei și a climei și existența vieții trecute.
- MicrOmega este un microscop hiperspectral în infraroșu care va analiza praful derivat din probele zdrobite colectate de burghiul roverului.[3][30] Obiectivul său este de a studia în detaliu ansamblurile de minerale pentru a încerca să descopere originea, structura și compoziția lor geologică, inclusiv potențialii compuși organici.[31]  Aceste date vor fi vitale pentru interpretarea proceselor și mediilor geologice trecute și prezente pe Marte. Instrumentul a fost dezvoltat la Institutul de Astrofizică Spațială din Franța de un consorșiu care include Franța, Elveția și Rusia.[32]
- RLS (Raman Laser Spectrometer) este un spectrometru Raman miniatural care va oferi informații de context geologic și mineralogic complementare cu cele obținute de MicrOmega.[33] Este o tehnică foarte rapidă și utilă utilizată pentru a identifica fazele minerale produse de procesele legate de apă.[34][35][36] Va fi primul analizor Raman care va fi utilizat pentru o explorare planetară.[37] RLS este dezvoltat de un consorțiu european integrat de parteneri spanioli, francezi, germani și britanici.[37]
- MOMA (Mars Organic Molecule Analyzer) este un spectometru de masă care va analiza o gamă largă de compuși organici ce pot fi găsiți în probele rezultate de săpăturile de până la 2 metri sub suprafața marțiană făcute de burghiul roverului. Poate detecta molecule organice la concentrații de până la 10 părți pe miliard în greutate (ppbw).[38] MOMA examinează exclusiv probele solide zdrobite, nu efectuează analize atmosferice. MOMA va volatiliza mai întâi compușii organici solizi astfel încât să poată fi analizați cu ajutorul unui spectrometru de masă; această volatilizare a materialului organic se realizează prin două tehnici diferite: desorbția cu laser și volatilizarea termică. Se așteaptă ca suprafața lui Marte să fi acumulat cantități semnificative de molecule organice mari livrate de particule de praf interplanetare și de meteoriți carbonici.[39] Caracterizarea MOMA a acestei fracțiuni poate determina nu numai abundența acestui potențial fond pentru detectarea urmelor biomarkerilor, ci și gradul de descompunere a acestei materii prin radiații și oxidare în funcție de adâncime.[39][40]